# 田内裕一
田内 裕一（たうち ゆういち、1978年2月11日 - ）は、日本の男性声優。愛知県出身。

## 略歴
以前はアドヴァンスプロモーション、ぷろだくしょんバオバブ、ケンユウオフィスに所属していた。
芦屋大学教育学部児童教育学科中退、代々木アニメーション学院声優タレント科卒業。

## 人物
音質は少しハスキーなアルト。
趣味は新作甘味のチャレンジ。特技は水泳、空手。

## 出演作品

### テレビアニメ
- イン・ヤン・ヨー!
- グーフィーのホームシアター
- ケロロ軍曹（野次馬）
- ごきげん ジミー!
- ザ・リプレイス 大人とりかえ作戦
- しましまとらのしまじろう（しまうまのおじさん）

### OVA
- 間の楔 第2期（ジークスC）

### 吹き替え
- カンフーサッカー（ジャンユ）
- キツネちゃん、何しているの?
- コーリー ホワイトハウスでチョー大変!
- スカイランナー
- スターゲイト アトランティス
- ディープ・アンダーカバー
- ドレイク&ジョシュ
- プリズン・ブレイク
- マルコム in the Middle
- レイブン
- 私の名前はキム・サムスン（キバン）

### ゲーム
- PROJECT SYLPHEED（ヨウジ・カシワサーギ）

### 舞台
- エターナルヴォイス（ルーサリス・ギシャリク）